# Carmen (pel·lícula de 2022)
Carmen és una pel·lícula de drama musical del 2022 dirigida per Benjamin Millepied en el seu debut com a director a partir d'un guió d'Alexander Dinelaris Jr., Loïc Barrère i el mateix director. La pel·lícula és protagonitzada per Melissa Barrera, Paul Mescal, Rossy de Palma i Tracy Curry. S'ha doblat al català.
Encara que es va descriure com una adaptació de Millepied de l'òpera homònima de Bizet, és "una completa reimaginació" que ignora la trama i l'escenari de l'òpera; tot el que roman són "lletres seleccionades" del llibret de l'òpera cantada en francès per un cor com a fons d'una escena entre els dos protagonistes. La pel·lícula compta amb una banda sonora original composta per Nicholas Britell amb cançons escrites i compostes pel mateix Britell, Taura Stinson, Julieta Venegas i pel mateix Curry.
La pel·lícula es va estrenar al Festival Internacional de Cinema de Toronto l'11 de setembre de 2022. Va arribar a les sales de cinema dels Estats Units el 21 d'abril de 2023, a França el 14 de juny i a Austràlia el 13 de juliol.
El rodatge principal va començar el 18 de gener de 2021 a Austràlia amb Jörg Widmer com a director de fotografia, i es va acabar a principis de març de 2021.